# Municipio de Santiago Tetepec
El municipio de Santiago Tetepec es uno de los 570 municipios en que se divide el estado mexicano de Oaxaca. Según el censo de 2020, tiene una población de 4.909 habitantes.
Se localiza en el suroeste de la entidad y su cabecera es la población del mismo nombre.

## Geografía
El municipio se encuentra localizado en el suroeste del estado de Oaxaca y forma parte del distrito de Jamiltepec y de la región Costa. Tiene una extensión territorial de 290.9 kilómetros cuadrados que equivalen al 0.3% del territorio oaxaqueño. Sus coordenadas geográficas extremas son 16°14′ - 16° 29 de latitud norte y 97°35′ - 97°48′ de longitud oeste. Su altitud va de 0 a 1700 metros sobre el nivel del mar.
Limita al sur y al oeste con el municipio de Santiago Jamiltepec, al norte limita con el municipio de San Agustín Chayuco y el municipio de Santiago Ixtayutla; y al este con el municipio de Santa Cruz Zenzontepec y el municipio de Tataltepec de Valdés.

## Demografía
De acuerdo a los resultados del Censo de Población y Vivienda realizado en 2020 por el Instituto Nacional de Estadística y Geografía, la población total del municipio de Santiago Tetepec es de 4 909 habitantes.
La densidad de población asciende a un total de 16.88 personas por kilómetro cuadrado.

### Localidades
El municipio incluye en su territorio un total de 13 localidades. Las principales, considerando su población del censo de 2010 son:
| Localidad           | Población |
| Total Municipio     | 4 953     |
| Santiago Tetepec    | 1 231     |
| Santa Cruz Tihuixte | 558       |
| La Cumbre           | 445       |
| Ocotlán de Juárez   | 438       |

## Política
El gobierno del municipio de Santiago Tetepec es electo mediante el principio de partidos políticos, con en la gran mayoría de los municipios de México. El gobierno le corresponde al ayuntamiento, conformado por el presidente municipal, un síndico y el cabildo integrado por cuatro regidores. Todos son electos mediante voto universal, directo y secreto para un periodo de tres años que pueden ser renovables para un periodo adicional inmediato.

### Representación legislativa
Para la elección de diputados locales al Congreso de Oaxaca y de diputados federales a la Cámara de Diputados federal, el municipio de Santiago Tetepec se encuentra integrado en los siguientes distritos electorales:
Local:
- Distrito electoral local de 23 de Oaxaca con cabecera en San Pedro Mixtepec -Distrito 22-.[4]

Federal:
- Distrito electoral federal 9 de Oaxaca con cabecera en Puerto Escondido.[5]